# Steppenheide
Als Steppenheide bezeichnet man einen in Mitteleuropa, besonders in Süddeutschland, verbreiteten Vegetationstyp, der als von Natur aus waldfreier, durch Wärme und Trockenheit gekennzeichneter Standort charakterisiert wird. Die Steppenheide ist diesem Konzept zufolge ein Vegetationskomplex aus Felsvegetation, flachgründigen Felsrasen, trockenheitsliebenden Gebüschen und den angrenzenden lichten Wäldern. Das Konzept wurde durch den Geographen und Botaniker Robert Gradmann (1865–1950), vor allem anhand der Vegetation und Flora der Schwäbischen Alb, ab 1898 aufgestellt und über Jahrzehnte modifiziert und aktualisiert. Einflussreich war auch die darauf aufbauende Steppenheidetheorie, der zufolge die ersten Bauern Mitteleuropas im Neolithikum gezielt solche Steppenheiden (oder nahe gelegene Flächen) aufgesucht hätten, also in natürlichen Lücken des Waldes gesiedelt hätten, so dass sie den Wald nicht zu roden brauchten. Sowohl das Konzept der Steppenheide selbst wie die Steppenheidetheorie gelten als wissenschaftlich veraltet.

## Beschreibung
Gradmann charakterisiert das Konzept Steppenheide als das „einer urwüchsigen, mit der echten Steppe verwandten, aus meist xerophilen Kräutern, Gräsern, Gebüschen und selbst einzelstehenden Bäumen gemischten Pflanzengesellschaft, die mit den öfters damit zusammengeworfenen anthropogenen Magerwiesen (,,Brometa") und Schafweiden nicht verwechselt werden darf.“ Umgeben sei die Steppenheide jeweils von einem „Steppenheidewald“, charakterisiert als sehr lichter Eichenmischwald. Nach Gradmanns Beschreibung „Hier auf dem Scheitel und an den Flanken der altersgrauen Felsen, in ihren Ritzen und Spalten, auf ihren Bändern und Vorsprüngen wohnt eine Pflanzengesellschaft... Die Pflanzengesellschaft, die wir im Auge haben, deckt sich nicht einfach mit dem Felsenstandort, wiewohl da ihr Lieblingsaufenthalt ist. Sie ist aber auch nicht auf die Felsen beschränkt. Wir treffen sie mit geringen Abänderungen auch sonst an Steilhängen vom oberen Braunen Jura an auf allen Schichten des Juragesteins, auf herabgewandertem Schutt und auch auf Tertiärböden, immer aber nur an frei vorspringenden, nach Süden oder allenfalls auch nach Westen abfallenden Hängen, nie am Nordhang, nie in Mulden oder engen Taleinschnitten, mögen diese noch so felsig sein, vor allem niemals auf bearbeitetem oder gedüngtem Kulturboden.“ Gradmann gibt in seinem Werk für die Steppenheide eine lange Liste von Charakterpflanzen an, unter zahlreichen anderen etwa echte Felspflanzen wie Berg-Steinkraut (Alyssum montanum) und Pfingstnelke (Dianthus gratianopolitanus), an Felsstandorten wie auch in Kalkmagerrasen verbreiteten Pflanzen wie Gewöhnliche Küchenschelle (Pulsatilla vulgaris), Gold-Aster (Aster linosyris), Echte Kugelblume (Globularia punctata) oder Ähriger Ehrenpreis (Veronica spicata), Steppenpflanzen wie Echtes Federgras (Stipa pennata), Arten der wärmeliebenden Waldsäume wie Blutroter Storchschnabel (Geranium sanguineum) und Hirschwurz (Peucedanum cervaria) sowie Pflanzenarten, die von dort aus in die lichten Trockenwälder basenreicher Standorte ausstrahlen (etwa den Flaumeichenwald, in Süddeutschland im pflanzensoziologischen System zur Assoziation Lithospermo-Quercetum gerechnet), wie Berg-Aster (Aster amellus) oder Straußblütige Wucherblume (Tanacetum corymbosum). Gradmann betont, dass Pflanzensoziologen seine Steppenheide, als innig verbundenen Vegetationskomplex, nie befriedigend hätten charakterisieren können und lehnt deren methodischen Ansatz für seine Steppenheide als unzureichend ab. Nach seiner Auffassung sei die Steppenheide ein Relikt der ursprünglich waldfreien nacheiszeitlichen Landschaft Mitteleuropas. Durch das heute etwas feuchtere Klima, das den Wald begünstigte, sei diese Vegetation auf Sonderstandorte abgedrängt worden, wo sie heute durch den Einfluss des Menschen noch weiter zurückgedrängt wurde.
Gradmanns Konzept der Steppenheide wurde von seinen Schülern, aber auch anderen Vegetationskundlern aufgegriffen, dabei teilweise modifiziert und in Teilen auch kritisiert. So übertrug sein Schüler Konrad Gauckler, in einer eher der Methodik der Pflanzensoziologie folgenden Form, auf die Vegetation der Fränkischen Alb. Bis heute wird darauf etwa vom staatlichen Naturschutz, Bezug genommen. Andere Vegetationskundler verallgemeinerten den Begriff weiter und schlossen teilweise auch Vegetationsformen ein, die Gradmann selbst noch explizit ausgeschlossen hatte, etwa durch den Menschen entstandene (anthropogene) Kalktrockenrasen. Ähnlich wie das Grundwort Heide selbst war der Begriff Steppenheide nun nur noch vage definiert und konnte nahezu alle trockenen, basenreichen Heiden und Felsrasen Süddeutschlands umfassen.
Erich Oberdorfer äußert sich zwar generell wohlwollend, kritisiert aber, dass Gradmann sein Konzept möglicherweise zu sehr idealisiert habe und störende Fakten manchmal weggelassen habe, etwa bei der Gegenüberstellung der Flora der Alb und derjenigen des Schwarzwalds. In seinem grundlegenden Werk Süddeutsche Pflanzengesellschaften (1977 bis 1992) griff er den Begriff nicht mehr auf.

## Steppenheidetheorie
Nach Gradmanns Auffassung haben die ersten Bauern des Neolithikums, neben besonders fruchtbaren Böden, gezielt solche Landschaften für ihre ersten Siedlungen ausgesucht, die entweder noch waldfrei waren oder wo der trockene Wald zumindest schon von Natur aus dermaßen stark aufgelichtet gewesen sei, dass er leicht zu roden war. Demnach würde sich die Verbreitung der Steppenheide mit derjenigen dieser Altsiedellandschaften weitgehend decken. Gradmann weist darauf hin, dass der Ausdruck Steppenheidetheorie nicht von ihm selbst stamme, aber seine Gedanken richtig wiedergebe. Allerdings lagen das Kulturland nicht in der, siedlungsfeindlichen, Steppenheide selbst. Vielmehr sei diese nur der Anzeiger für nahe gelegene, günstige Siedlungsstellen gewesen.
Schon Gradmann selbst räumte ein, dass sein Konzept der Steppenheidetheorie auf die Altsiedellandschaften Nordwestdeutschlands nicht anwendbar sei, in der es nie Steppenheidevegetation gegeben habe. In einem ausdrücklich als Spekulation gekennzeichneten Gedanken hält er es in einer späteren Arbeit zwar für möglich, dass auch in Nordwestdeutschland die Besiedlung von an heideartige Lichtungen angrenzenden sehr lichten Birken-Eichenwald ausgegangen sein könnte. Er ist dem aber selbst nie nachgegangen.

## Kritik
Bereits 1954 weist Heinz Ellenberg darauf hin, dass Gradmann in seinen Arbeiten spekulativ teilweise wohl von falschen Voraussetzungen ausging. Demnach habe es ausgedehntere waldfreie Lichtungen, die die Bauern des Neolithikum für ihre Siedlungen nutzen konnten, wohl zu dieser Zeit tatsächlich nicht mehr gegeben. Gradmann ging von einer ausgeprägten nach-eiszeitlichen (postglazialen) Trockenzeit aus, die die Ausbreitung der Wälder gehemmt habe, diese Annahme finde etwa durch die Pollenforschung keine Unterstützung. Nach zahlreichen neueren Daten sprechen weder die Pollendiagramme noch aus Ausgrabungen stammende Makroreste von Pflanzen oder Tieren dafür, dass die ersten mitteleuropäischen Bauern der Linearbandkeramik offene Lichtungen oder sehr lichte Wälder vorgefunden hätten.
Auch für die Felsheiden der Schwäbischen Alb selbst, an deren Beispiel Gradmann den Begriff einführte, wird er heute nur noch selten, und dann meist als Synonym, aufgeführt. Grund ist teilweise, dass die Vegetationskunde, der pflanzensoziologischen Methodik folgend, den Fokus eher auf einzelne Vegetationseinheiten legt und Vegetationskomplexe, wie den hier beschriebenen, kaum noch behandelt werden. Zudem war es zwar zu Gradmanns Zeit noch so, dass die hier beschriebene Vegetation nicht recht in´s pflanzensoziologische System passen wollte. Seitdem wurde aber der Kernbereich von Gradmanns Steppenheide als basenliebende (basiphile) Saumgesellschaften auch als Pflanzengesellschaft nach pflanzensoziologischer Methodik hinreichend beschrieben. Für sie stellte Theo Müller 1962 die Klasse Trifolio-Geranietea sanguinei neu auf.